# Гукати всіх нагору!
«Гукати всіх нагору!» (рос. «Свистать всех наверх!») — радянський художній фільм режисера Ісаака Магітона, знятий на кіностудії ім. М. Горького у 1970 році за повістю Альберта Іванова «Звичайні пригоди „олімпійця“ Михайла Енохіна».

## Сюжет
Міша Єнохін, який приїхав відпочити до родичів в невелике південне приморське місто, всього на кілька років старший за свого племінника. Він не зміг допомогти йому впоратися з сусідськими хлопчаками, проте навчив, як побудувати справжній вітрильник.
Через деякий час вже всі хлопці допомагали Міші. Навіть невиправні хулігани, які задумали було відібрати шлюпку, кинули свою затію, піддавшись романтичній чарівності мрії про далекі плавання. На превеликий жаль, призначене відплиття не відбулося.
Міші довелося повертатися додому і до терміну летіти в Ленінград. В аеропорту його проводжали тітка Клава і Борька, підкорені любов'ю Михайла до моря і вітрила.

## У ролях
- Олексій Сапарьов —  Міша Єнохін
- Олександр Павелко —  Женька
- Віталій Чижиков —  Борька
- Олександр Ясєнєв —  Васька Хихикало
- Василь і Сергій Михаліни —  брати Мошкіни
- Олександр Єлістратов —  мовчун
- Дая Смирнова —  тітка Клава
- Лідія Корольова —  епізод
- Юрій Наумцев —  моряк
- Лариса Даніліна —  епізод
- Ольга Маркіна —  мідноволоса дама

## Знімальна група
- Автор сценарію:  Альберт Іванов, Валерій Медведєв
- Режисер-постановник:  Ісаак Магітон
- Оператор-постановник: Андрій Масленников
- Композитор: Олександр Зацепін
- Художник-постановник: Борис Комяков